# Defibrilator extern automat
Un defibrilator extern automatizat (AED) este un dispozitiv electronic portabil care diagnostichează în mod automat aritmiile cardiace amenințătoare de viață ale fibrilației ventriculare și tahicardiei ventriculare pulsate și este capabil să le trateze prin defibrilare, prin aplicarea energiei electrice care oprește aritmia, permițând inimii să restabilească un ritm eficient.
Cu comenzi audio și vizuale simple, AED-urile sunt proiectate pentru a fi ușor de folosit pentru laic și utilizarea AED este predată în multe cursuri de prim ajutor, primul ajutor certificat și clase de resuscitare cardio-pulmonară de bază (BLS) de resuscitare (CPR). 
Versiunea portabilă a defibrilatorului a fost inventată la mijlocul anilor 1960 de către Frank Pantridge din Belfast, Irlanda de Nord.

## Legături externe
- Sudden Cardiac Arrest Foundation
- American Heart Association: Learn & Live
- American Red Cross: Learn About Automated External Defibrillators
- FDA Heart Health Online: Automated External Defibrillator (AED)
- Automatic Electronic Defibrillator
- Resuscitation Council (UK)
- How exactly does an AED help? Arhivat în 1 iunie 2019, la Wayback Machine.